# Teli (kast)
Teli är en kast som finns i Indien, Pakistan och Nepal. Namnet syftar på att de traditionellt har sysslat med att pressa och sälja olja för matlagning. De flesta är hinduer, men det finns också en muslimsk grupp kallad Telimuslims, Roshandaar eller Teli Malik.